# Козлов Віктор Миколайович
Віктор Миколайович Козлов (рос. Виктор Николаевич Козлов; 14 лютого 1975, м. Тольятті, СРСР) — російський хокеїст, центральний нападник. Заслужений майстер спорту Росії.

## З життєпису
Вихованець хокейної школи «Лада» (Тольятті). Виступав за «Лада» (Тольятті), «Динамо» (Москва), «Сан-Хосе Шаркс», «Канзас-Сіті Блейдс» (ІХЛ), «Флорида Пантерс», «Нью-Джерсі Девілс», «Нью-Йорк Айлендерс», «Вашингтон Кепіталс», «Салават Юлаєв» (Уфа), «Локомотив» (Ярославль), ЦСКА (Москва), «Автомобіліст» (Єкатеринбург).
В чемпіонатах НХЛ — 897 матчів (198+339), у турнірах Кубка Стенлі — 35 матчів (4+8).
У складі національної збірної Росії дебютував у 1993 році; учасник зимових Олімпійських ігор 2006 і 2010 (12 матчів, 3+3), учасник чемпіонатів світу 1996, 1998, 2000, 2004, 2005 і 2010 (38 матчів, 7+13). У складі молодіжної збірної Росії учасник чемпіонату світу 1993. У складі юніорської збірної Росії учасник чемпіонатів Європи 1992 і 1993.
Потужний, із значними габаритами (зріст 195 см, вага 107 кг), відзначається при цьому виключною спритністю, швидкістю і маневреністю. Вміє не тільки грамотно організовувати гру всієї п'ятірки, але і в потрібний момент взяти гру на себе, своїми індивідуальними діями вирішити результат зустрічі.
Досягнення
- Срібний призер чемпіонату світу (2010), бронзовий призер (2005)
- Абсолютний чемпіон Росії (1993)
- Чемпіон МХЛ (1993), срібний призер МХЛ (1994), володар Кубка МХЛ (1993), фіналіст Кубка (1994)
- Володар Кубка Гагаріна (2011)
- Фіналіст КЄЧ (1994).